# Sécurité militaire (Algérie)
Pour les articles homonymes, voir Sécurité militaire.
La Sécurité militaire, plus connue sous le sigle SM, est le  service de renseignement de l'Algérie de 1962 à 1990, s'inspirant grandement du schéma de fonctionnement des services du bloc de l'Est ; elle avait déjà un statut militaire du fait qu'elle est l'héritière du ministère de l'Armement et des Liaisons générales (MALG) d'Abdelhafid Boussouf. Après une première réorganisation en novembre 1987, la SM a été réorganisée une nouvelle fois le 5 juillet 1990, prenant le nom du Département du renseignement et de la sécurité (DRS).

## Histoire

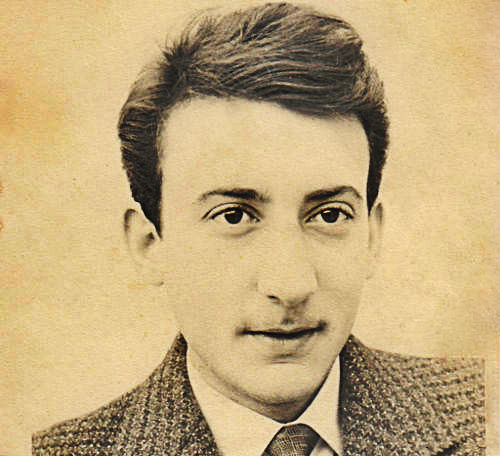
Kasdi Merbah, chef incontesté de laSécurité militaire de 1965 à 1978.

Après la chute d'Abdelhafid Boussouf le fondateur du ministère de l'Armement et des Liaisons générales (MALG) qui est le service de renseignement de l'Armée de libération nationale (ALN) durant la guerre d'indépendance, les hommes du MALG qu'on appelle les « Boussouf boys » ou les « MALGACHES » formés par Boussouf, vivront des mois dans l’incertitude et le désarroi dès l'indépendance du pays. Frappant à toutes les portes pour se reclasser, ils connaîtront rebuffades et exactions. Récupérés par le colonel Boumédiène qui les a intégré dans son nouveau dispositif du service de renseignements réorganisé en septembre 1962 sous le nouveau nom de la « Sécurité militaire », ils en feront de Boumédiène leur nouvelle idole et le serviront avec loyauté et dévouement. En retour ils bénéficieront de la stabilité et de l'impunité.
Le colonel Boumédiène nomme à la tête de la Sécurité militaire en octobre 1962, un « Boussouf boys » Abdallah Khalef connu sous le surnom de guerre Kasdi Merbah ancien chef du MALG, il appartient également à la première promotion des cadres des militaires formés à Moscou sous le nom « Tapis rouge » dans les écoles du KGB. À ce titre il deviendra entre 1962 et 1979 le patron incontesté de la Sécurité militaire, colonne vertébrale du régime affiliée au ministère de la Défense nationale.

### Mission de la SM
- Épuration de la résistance intérieure

Entre 1962 et 1965, la vigilance de la SM s'est exercée contre deux catégories de personnes : 
les anciens membres du Gouvernement provisoire de la République algérienne (GPRA) et du Conseil national de la Révolution algérienne (CNRA) écartés en 1962, et les cadres des wilayas qui vont concourir à la formation de mouvements d'opposition: le Parti de la révolution socialiste (PRS) de Mohamed Boudiaf (septembre 1962), et le Front des forces socialistes (FFS) de Hocine Aït Ahmed (septembre 1963). Elle s'exercera ensuite contre l'alliance entre les « déçus » du benbellisme (Moussa Hassani, Mohamed Chabani, Ferhat Abbas, Amar Bentoumi, etc.) Les chefs de l'opposition devront à leur statut d'anciens dirigeants de bénéficier d'un traitement relativement clément dans les lieux de résidence surveillée ou dans les prisons, mais leurs troupes connaîtront la torture et parfois, comme en Kabylie en 1963, les exécutions sommaires.
- Coup d'État du 19 juin 1965

Trois années après l'indépendance du pays, le président Ben Bella ne voit pas monter le danger. Discrètement, le colonel Boumédiène, il est vice-président du gouvernement depuis 1963 et ministre de la Défense et donc chef de l'ANP, l’héritière de l'« armée des frontières » qu'il ne cesse de la renforcer et de l'équiper en faisant appel aux Soviétiques. À ce poste il dirige aussi la Sécurité militaire, qui est devenue une véritable police secrète à la disposition du chef des armées. « Nous soutiendrons Ben Bella tant qu’il sera utile à l’Algérie. Le jour où il cessera de rendre service, il ne nous faudra pas plus de deux heures pour le renverser », aurait déclaré Boumédiène à son clan.
Le 19 juin 1965, avec l'aide de sa Sécurité militaire le colonel Boumédiène renverse le président Ben Bella, au terme duquel il devient le nouveau président de la République algérienne. 
Après le coup d'état, la SM deviendra la principale force d'intervention. Par ses fameux cellules BSP les (Bureaux de sécurité et de prévoyance) qui deviendra l'œil de l'État-FLN avec ces agents ils pénètrent alors l'administration, la police, le FLN, les médias, les entreprises d'État, tout en assurant l'organisation de l'espionnage et du contre-espionnage et la supervision d'un réseau d'indicateurs pour tester la population à l'égard du régime. La SM s'attache aussi à lutter contre les communistes et la gauche du FLN-pour contrôler les syndicats dont l'UGTA, le mouvement étudiant et l'Union des femmes (1965-1967), puis contre les partisans du colonel Tahar Zbiri (chef d'État-major de l'ANP qui tenta un putsch en 1967) et de Krim Belkacem (l'un des dirigeants historiques de l'insurrection). L'épuration de la résistance intérieure, jusqu'alors limitée, s'amplifia. La SM en profitera pour récupérer d'anciens cadres des wilayas, comme elle l'avait fait avec le FFS et le PRS, et en fit des agents, ce qui décupla son efficacité. Mais il faut souligner que cela concerne essentiellement les anciens maquisards qui persistaient à croire, malgré leurs déconvenues, qu'ils n'était de changement possible qu'avec le soutien des appareils et de l'armée. 
À mesure qu'elle élargira son champ d'activité, la SM résistera à toute ingérence et tendra à échapper à toute autorité. Sa tendance à se mettre au-dessus des lois finira même par inquiéter les chefs de l'armée. C'est ainsi que le colonel Abdelhamid Latrèche, secrétaire général du ministère de la Défense, tentera, mais en vain, de leur opposer, dans les années 1970, un autre appareil sous la direction de Mohammed Touati. Le président Boumédiène lui-même devra, pour la faire rentrer dans le rang, la mettre en compétition avec la DGSN (Direction générale de la Sûreté nationale), dépendant du ministère de l'Intérieur et dirigée d'abord par Ahmed Draïa, puis par El Hadi Khediri.[réf. souhaitée]
L'équilibre sur lequel repose le pouvoir de Boumédiène entre dans une phase nouvelle. L'exacerbation des contradictions économiques et sociales provoque une grave crise d'autorité, liée à un mouvement de résistance passive de la société. Les campagnes contre « les spéculateurs » et « les féodaux », « les complots de l'impérialisme » ne suffisant plus, la SM s'active à préparer une machination pour démontrer que les opposants projettent d'en finir avec le socialisme.

### Années 1980 et l'ouverture démocratique
En mars 1979, Kasdi Merbah abandonne ses fonctions à la tête de la SM, Noureddine Yazid Zerhouni lui succède à la tête du service.
À la fin des années 1980, le chef de l'État décide de réorganiser la Sécurité militaire en les scindant en deux, d'une part la Direction centrale de la sécurité de l'armée (DCSA) dirigée par le général Mohamed Betchine et de l'autre la Délégation générale de la prévention et la sécurité (DGPS) confiée à partir du 1er novembre 1987, au général major Lakehal Ayat. 
À la fin des années 1980, le réveil de l'opinion après des années de dictature du parti unique rendra ces manipulations plus hasardeuses, même si la police politique est restée très active. Les évènements d'octobre 1988 en sont un bon exemple : résultat d'une manipulation au sommet qui échappa à ses auteurs, ces émeutes se retournèrent contre eux. De même, le général Lakehal Ayat et son successeur à la tête de la SM, le général Betchine (ce dernier est limogé au lendemain des évènements d'octobre 1988) organisèrent-ils entre 1984 et 1989 de multiples manipulations contre l'opposition extérieure et contre Me Ali Yahia Abdennour, le président de la Ligue algérienne pour la défense des droits de l'homme. Des manipulations qui, loin d'avoir les effets escomptés, attirèrent surtout l'attention sur les mœurs politiques du sérail algérien et sur la dépendance de la justice à l'égard de la police. 
Le ministre de la défense Khaled Nezzar dissout la DGPS en septembre 1990, et crée le DRS, tout-puissant Département du renseignement et de la sécurité qui unifie tous les services.

### Liquidation des opposants par la Sécurité militaire

#### L'assassinat de Mohamed Khider

##### L'affaire Zbiri
Le 15 décembre 1967, Boumédiène reprend le commandement de l'armée au colonel Tahar Zbiri, qu'il destitue pour avoir organisé un putsch avorté. En fait, Tahar Zbiri - malgré ses titres, il avait en réalité moins d'influence au sein du commandement de l'armée que le colonel Chabou - a été victime d'une manipulation de la SM (ce qui, avec le souci de Boumédiène de ne pas s'aliéner les nombreux officiers de l'est algérien, explique la relative mansuétude dont il bénéficiera, puisque des crimes plus véniels sont couramment sanctionnés par la peine de mort). La crise entre les deux hommes durait depuis quelques mois, Tahar Zbiri ne supportant plus de voir le pays dériver vers un régime de pouvoir personnel. À l'origine, il n'était nullement partisan d'un coup d'État spectaculaire. Selon Mohammed Harbi, en tant que chef d'état-major, il n'avait en effet qu'un geste à faire pour éliminer Boumédiène, sans compter que tous les chefs de région militaire y étaient favorables. Mais « on » lui suggéra l'idée saugrenue, au motif que son geste aurait plus de panache, de quitter Alger dont il avait le contrôle total et de se rendre à El Asnam, pour « marcher » ensuite sur la capitale. Ce qu'il fit. Mais, au moment de lancer la marche, il s'aperçut que ses blindés étaient… à court de carburant. Les témoins assistèrent alors à une scène hallucinante: une file de blindés allant se ravitailler dans une pompe à essence publique. Ses chars furent pris « sous le feu de Mig pilotés par des aviateurs russes» dans la région de Mouzaia et d'El Affroun, faisant plusieurs centaines de morts, dont de nombreux civils. 
Exit[Quoi ?] Tahar Zbiri, qui prend le chemin de l'exil… Mais certains de ceux qui l'ont soutenu ne s'en tirent pas aussi bien. Dès le 14 décembre 1967, comme le rapporte Zbiri lui-même, le commandant Saïd Abid, chef de la 1re région militaire, est « suicidé » de trois balles dans le corps. Et le 8 janvier 1968, le colonel Abbès trouve la mort dans un « accident de voiture » sur la route Cherchell-Alger - méthode souvent répétée depuis lors par la SM pour se débarrasser discrètement des importuns. Le 26 avril 1968, les amis de Zbiri tentent un dernier sursaut: camouflés sous l'uniforme de l'ANP, un commando s'introduit dans le Palais du gouvernement où siège le conseil des ministres… « Boumédiène sortit par la petite porte alors que ceux qui se disposaient à l'exécuter entraient par la porte principale. » Deux guetteurs le reconnaissent à l'extérieur et lui tirent dessus, le blessant légèrement. Mais l'attentat échoue, forgeant au président un début de réputation d'invincibilité. 

##### L'accident du colonel Chabou
Et les exécutions se multiplient également dans le proche entourage de Houari Boumediene. En 1971, le colonel Abdelkader Chabou,  ancien officier déserteur  de l'armée française (1957) et condamné à mort par la france colonial, nommé secrétaire général du ministère de la Défense nationale  - il avait été chargé par Boumédiene de mener les pourparlers secrets concernants l'avenir de la base  B2-Namous à la demande de De Gaule  , il  est à son tour sujet à des rumeurs de coup d'état propagées par un des clans du sérail présidentiel ; il périt dans un accident d'hélicoptère Puma SA 330C  de fabrication française , en compagnie de ses proches collaborateurs : commandants Mohamed -Chérif Djoghri et Rachid Medouni. Les inspecteurs militaires chargés de l'enquête découvrent des traces d'explosifs dans les débris et concluent à l'attentat, mais ils sont priés de mettre fin à leurs investigations.

##### L'assassinat de Ahmed Medeghri
Ahmed Medeghri, ministre de l'intérieur, est retrouvé mort le 10 décembre 1974 chez lui à Alger avec trois balles dans la tête. Quelques heures auparavant, il était sorti en claquant la porte du bureau de Houari Boumédiène avec lequel il avait eu un entretien orageux. À ses obsèques, sa femme crie : « Boumédiène assassin! » 

##### L'assassinat d'Ali André Mécili
Le 7 avril 1987 à 22 h 35, Ali André Mécili, avocat au barreau de Paris et dirigeant de l'opposition algérienne en France, est assassiné dans l'entrée de son immeuble du 74, boulevard Saint-Michel, de trois balles dans la tête. Selon Aït Ahmed, quelques heures après le crime, le ministre français de l'Intérieur, Charles Pasqua, a téléphoné à l'ambassadeur d'Algérie en France pour « l'assurer que l'Algérie n'avait rien à voir avec cette affaire ». Une information judiciaire est ouverte et confiée à la juge d'instruction Françoise Canivet-Beuzit. Pendant près de six mois il n'en filtrera rien. La police reçoit un « renseignement confidentiel » qui accuse un petit truand algérien, Abdelmalek Amellou (Malek), d'avoir commis le meurtre pour le compte des services spéciaux de son pays. Un second renseignement dénonce un commanditaire officier de la Sécurité militaire, un intermédiaire et deux exécutants : Amellou et un certain Samy.

### Dirigeants
Ci-dessous la liste des chefs qui ont dirigé la Sécurité militaire :
- Kasdi Merbah (1962-1979)
- Noureddine Yazid Zerhouni (1979-1981)
- Lakehal Ayat (1981-1987)
- Mohamed Betchine (1987-1988)
- Mohamed Mediène (1988-1990)(Département du renseignement et de la sécurité) nouvelle appellation après 1990)